# Labiatophysa
Genre
Labiatophysa est un genre de poissons téléostéens d'eau douce ou saumâtre de la famille des Nemacheilidae (ordre des Cypriniformes). Ces poissons sont des « loches de pierre » originaires d'Asie centrale.

## Liste des espèces
Selon Maurice Kottelat, en 2012 :
- Labiatophysa herzensteini (L. S. Berg, 1909)
- Labiatophysa kaznakowi (Prokofiev, 2004)
- Labiatophysa labiata (Kessler, 1874)
- Labiatophysa microphthalma (Kessler, 1879)
- Labiatophysa nasalis (Kessler, 1876) - (incertae sedis mais, probablement appartenant au genre)

## Classification
Le nom valide complet (avec auteur) de ce taxon est Labiatophysa Prokofiev (d), 2010.
World Register of Marine Species (17 novembre 2023) considère que ce taxon est invalide en tant que genre mais valide comme sous-genre.

## Étymologie
Le nom générique, Labiatophysa, qu’EtyFish considère comme un sous-genre du genre Triplophysa, fait référence aux lèvres profondément ridées et papillées de Labiatophysa labiata

## Publication originale
- (en) A.M. Prokofiev, « Morphological classification of loaches (Nemacheilinae) », Journal of Ichthyology, Russie, vol. 50, no 10,‎ 2010, p. 827-913 (ISSN 0032-9452).